# Imovision
Imovision é uma distribuidora de filmes internacionais fundada no Brasil em 1987 pelo empresário francês Jean Thomas Bernardini. Até 2019, distribuiu cerca de 500 filmes no Brasil, muitos deles premiados em festivais de cinema, como Cannes, Berlim e Veneza. Em abril de 2021, lançou a Reserva Imovision, seu próprio serviço de streaming com filmes cult, e em 15 de junho de 2022, foi lançado também como um dos canais do Amazon Prime Video (Brasil). Segundo Bernardini, esse serviço de streaming foi lançado "como uma extensão do cinema, não um concorrente".
A distribuidora também comercializou filmes em associação com a Pagu Pictures e a Film Connection.

## Histórico
Jean Thomas Bernardini decidiu criar a distribuidora no Brasil  após investir no filme de um amigo francês –"Inverno 54", de Denis Amar, e inicialmente lançou no país filmes que só eram vistos em eventos como a Mostra Internacional de Cinema de São Paulo. Posteriormente, tornou-se também um exibidor.
No seu aniversário de trinta anos, levou ao Brasil a atriz Juliette Binoche e o diretor e roteirista Cédric Kahn.
Em março de 2019, anunciou o fim da distribuição de filmes em DVD, mas após os pedidos, voltou a lançar, e anunciou também uma loja online e uma enquete perguntando ao público sobre o interesse por filmes em blu-ray. Em 2020 lançou em parceria com a MUBI o filme Ema, de Pablo Larraín. No mesmo ano, disponibilizou filmes internacionais no Globoplay.
Em 21 de abril de 2021, juntamente com a rede de cinemas Reserva Cultural, lançou seu próprio serviço de streaming, denominado Reserva Imovision, que passou a incluir em seu catálogo filmes e séries internacionais. A previsão inicial era de que a plataforma passaria a reunir mil títulos até o final do ano de 2021.